# ذي صير (المخادر)

تعديل مصدري - تعديل

ذي صير هي إحدى قرى عزلة بني سرحة بمديرية المخادر التابعة لمحافظة إب، بلغ تعداد سكانها 379 نسمة حسب تعداد اليمن لعام 2004.